# Condado de Perry (Alabama)
El condado de Perry es un condado de Alabama, Estados Unidos. Su nombre está dedicado a Oliver Hazard Perry. Tiene una superficie de 1875 km² y una población de 11 861 habitantes (según el censo de 2000). La sede de condado es Marion.

## Historia
El condado fue fundado el 13 de diciembre de 1819.

## Geografía
Según la Oficina del Censo de los Estados Unidos el condado tiene un área total de 1875 km², de los cuales 1863 km² son de tierra y 12 km² de agua (0.64%).

### Principales autopistas
- U.S. Highway 80
- State Route 5
- State Route 14

### Condados adyacentes
- Condado de Bibb (norte)
- Condado de Chilton (este)
- Condado de Dallas (sureste)
- Condado de Marengo (suroeste)
- Condado de Hale (oeste)

### Ciudades y pueblos
- Marion
- Uniontown

## Demografía
| Población histórica Año Población ±% 1900 31 783 — 1910 31 222 −1.8 % 1920 25 373 −18.7 % 1930 26 385 +4.0 % 1940 26 610 +0.9 % 1950 20 439 −23.2 % 1960 17 358 −15.1 % 1970 15 388 −11.3 % 1980 15 012 −2.4 % 1990 12 759 −15.0 % 2000 11 861 −7.0 % |           |         |
| Población histórica |           |         |
| Año | Población | ±%      |
| 1900 | 31 783    | —       |
| 1910 | 31 222    | −1.8 %  |
| 1920 | 25 373    | −18.7 % |
| 1930 | 26 385    | +4.0 %  |
| 1940 | 26 610    | +0.9 %  |
| 1950 | 20 439    | −23.2 % |
| 1960 | 17 358    | −15.1 % |
| 1970 | 15 388    | −11.3 % |
| 1980 | 15 012    | −2.4 %  |
| 1990 | 12 759    | −15.0 % |
| 2000 | 11 861    | −7.0 %  |